# 貴州省 (中華民國)
貴州省，為中華民國下轄的一個省級行政區，是延續清代所設置的22省之一，為華南六省之一。簡稱為「黔」。

## 管轄範圍

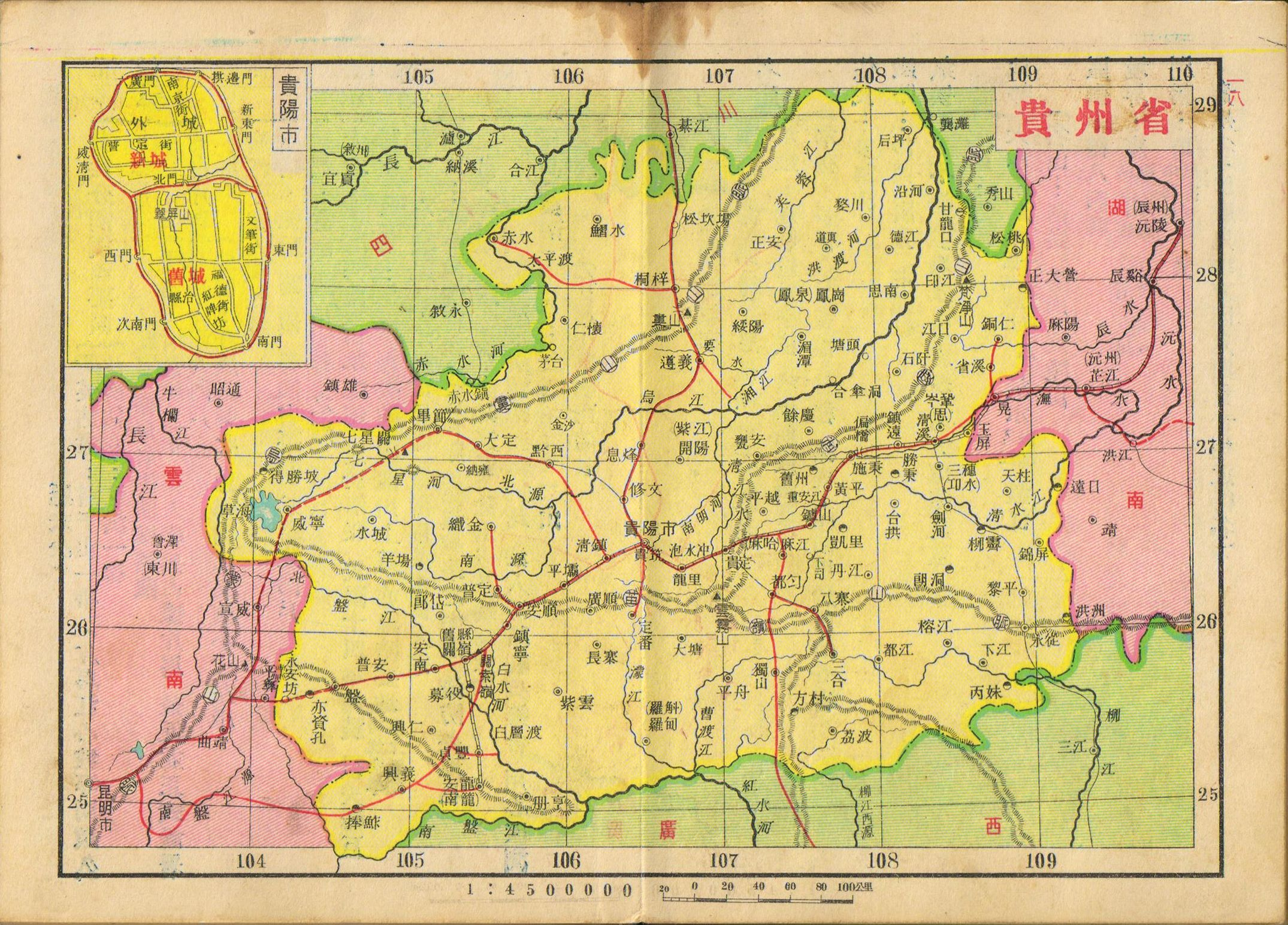
亞新地學社1936年《袖珍中華全圖》的貴州省地圖

轄境除局部地區界線有差異外，大致與今貴州省相同。民國36年（1947年）全省土地面積為17萬196平方公里。東接湖南省、北鄰四川省，西界雲南省，南接廣西省。

## 人口
民國14年（1925年）人口統計為1129萬1261人（1925年《郵政統計》）。民國22年（1933年）年貴州省府調查，全省人口共690萬6361人（1935年《申報年鑑》）。
以下依據中華民國實業部《中國經濟年鑑》（1934年出版）、內政部統計司編《民國十七年各省市戶口調查統計報告》（1931年出版）、主計處統計局編《中華民國統計提要》（1940年出版）、中華民國年鑑社編《中華民國年鑑》（1952年出版，頁19-21）所提供的人口數據： 
| 調查年代 | 戶數      | 人口       | 男性      | 女性      | 每戶平均人口 | 性別比例 |
| -------- | --------- | ---------- | --------- | --------- | ------------ | -------- |
| 1912年   | 2,063,000 | 9,665,000  | 5,097,000 | 4,568,000 | 4.69         | 111.60   |
| 1928年   | 無        | 14,746,000 | 無        | 無        | 無資料       | 無資料   |
| 1936年   | 2,002,000 | 9,919,000  | 5,145,000 | 4,774,000 | 4.96         | 107.76   |
| 1947年   | 1,839,000 | 10,174,000 | 5,101,000 | 5,073,000 | 5.53         | 100.56   |

據中華民國內政部戶政司於民國79年（1990年）臺閩地區戶口及住宅普查報告，臺閩地區籍貫為貴州省的人數為2萬3545人，佔非臺灣省籍269萬4917人口當中的0.87%。

## 歷史沿革

### 興義系軍閥時期
宣統三年九月十三日（1911年11月3日），在宪政派、自治學社的策動下，貴陽的新軍和陸軍小學中的革命團体和革命士兵在杨荩诚带领下率先起義。旋即巡撫衛隊、巡防營等也紛紛響應起義，貴州巡撫沈瑜慶眼見大勢已去，只得交出政權。11月4日成立大漢貴州軍政府，推楊藎誠為都督。民國元年（1912年）戴戡入滇请蔡锷派兵入黔，3月，唐繼堯率滇軍進入貴州，推翻了辛亥革命後建立僅三個月的貴州軍政府，滇軍入黔開創了民國成立以來，以武力奪取鄰省政權的先例，對西南政局有重要影響。後投靠袁世凱，組成由滇系軍人與貴州各派勢力的聯合政權，對辛亥革命志士和人民進行鎮壓。民國2年（1913年）10月，在位不到一年的唐繼堯离黔赴滇，向袁世凱推薦劉顯世成為貴州的統治者，進入興義系軍閥統治階段。劉以後繼續保持對袁的忠實姿態。
劉顯世主要依附於袁世凱為首的北洋軍閥和唐繼堯為首的滇系軍閥；袁世凱倒臺後，劉氏完全投身於滇系。滇系也將貴州作為他的勢力範圍，頻頻插手貴州政局，以至十餘年中滇軍曾三次入黔。為改變這種局面，王文華（劉顯世的外甥）及其追隨者努力擴張實力，政治上擁戴孫中山，被稱為「新派」。與滇系唐繼堯及興義系「舊派」之間的對立已不可調和。迫於形勢，王文華方乃策劃「民八」「民九」事變，於民國9年（1920年）10月推翻統治貴州七年的興義系軍閥「舊派」，隨後王文華在與部下袁祖銘的鬥爭中被暗殺，貴州政治形勢再度混沌，最終由周西成為首的桐梓系軍閥取代。

### 桐梓系軍閥時期
興義系軍閥瓦解同時，以周西成為首的桐梓系軍閥趁機崛起，一攬貴州軍政大權，統治貴州長達十年之久。由於周並無充份的人脈及力量，為此網羅親信、連結死黨、重用桐梓籍人，建立起以周西成、毛光翔、王家烈等人為骨幹的統治集團，形成「有官皆桐梓」的局面。周在政治上除傾心結交新桂系，並拉攏四川軍閥劉湘，竭力不讓南京國府勢力染指貴州。蔣中正對此極度不滿，但周西成已牢牢控制了貴州政局，蔣對他也無可奈何。在經濟上，周西成修建公路、興辦實業、徹查財政積弊，使其當政的年代成為貴州軍閥史上經濟上的「小康時期」。周西成穩固貴州財政後，曾一度對外擴張，最後在與李燊黔西之戰中失利身死，王家烈率部由銅仁趕赴遵義，協同毛光翔穩住陣腳，組織反攻，使桐梓系重掌黔政。毛光翔雖接管統治權，但其才識平庸、威望不王家烈因「恃功而驕」，「不滿於平庸而居己上」的毛光翔，並以其實力威望而致毛光翔心懷疑懼，毛王之間漸生嫌隙。民國18年（1929年）蔣中正為加快從桐梓系軍閥手中奪取貴州軍政大權，運用政治分化瓦解和軍事逐步滲入的方法，動搖桐梓系在貴州的統治基礎，擴大和加劇桐梓系集團內部的分裂。
民國21年（1932年），王家烈在蔣中正的支持下，接管統治權，就任省主席。王家烈執政後，為攻固地位，一面採取親蔣路線，另一面壓制毛光翔，加深了王在桐梓系內部不滿。11月，由蔣在珍、毛光翔首先發難於遵義，開始了二十五軍內部的大混戰。隨即發展為王家烈與猶國材之間的大混戰，歷時兩年多。而蔣中正亦借民國24年（1935年）紅軍入黔的機會，派遣嫡系部隊進駐貴州，俟王家烈部隊經王猶之戰的消耗和主力被紅軍所殲後，即策動王家烈部下逼使王家烈交出兵權，結束了貴州軍閥在貴州的統治，國府中央勢力入主貴州。

### 國民政府主黔時期
民國24年（1935年），吳忠信任貴州省主席，以安民、富民、提高民知為施政方針。採取了幾個施政舉措：一是整飭吏治；二是發展教育；三是人事公開，財政公開，確立會計制度；四是禁絕煙毒；五是肅清匪患；六是積極修築與鄰近各省的公路。明年吳主動提出辭職，由重慶行營主任顧祝同兼任貴州省主席。不久抗戰爆發，顧調任第三戰區司令長官，國民政府斟酌情勢，團結滇桂為重要，不宜再以軍人主黔政，乃以吳鼎昌為貴州省主席，
在抗日戰爭時期，貴州作為中國西南地區支援全國抗戰的戰略大後方。此期間吳鼎昌擔任貴州省政府主席七年，採取多種施政措施促進貴州發展。通過衛生、禁煙、軍訓與體育等方面的努力，增進人口數量、提高人口素質。開辦農林牧蠶、電工礦、交通運輸等事業，創辦貴州企業股份公司，探索了一條工業化道路。改進縣長的選拔途徑和隊伍建設，劃分縣政與鄉鎮的權責，發展基層民主政治。這些舉措在一定程度上既維護了南京國民政府的統治，又推進了貴州的現代化，為鞏固大後方、支持抗戰勝利做出了貢獻。
民國33年（1944年）黔南事變後，經時任中國陸軍總司令何應欽的推薦，楊森於民國34年（1945年）1月調任貴州省政府主席。楊森在貴州當政期間，提出了「建設新貴州」的口號，並大力發展體育事業，在貴陽市六廣門外修建了當時貴州省最大的體育場所——「貴陽市體育場」。發展體育之事，在當時的民眾看來，雖然是件新鮮事，但並沒有得到民眾的一致認同。
民國37年（1948年），由於「戡亂」軍事失利和「黔人治黔」的呼聲日益高漲，蔣中正為緩和內部矛盾與加強對西南地區的控制，以適應全面內戰的需要，於同年4月經行政院會議決定，將楊森調任重慶市市長，任命谷正倫為貴州省主席，要他們各回原籍擴軍備戰。
谷正倫接到回黔主政的任職令後，於4月29日下午飛抵貴陽，首先抓人事安排工作，在軍事方面：最先任命同鄉張法乾為保安司令部參謀長，張安慶為省會警察局局長，韓文煥為保安副司令，由韓佈置黨羽掌握全省的武裝力量。在行政方面：潘錫元為代秘書長，謝鐘元為田糧處長，蔡羾雲為新聞處長，華仲麟為省幹部訓練團教育長。財經方面：他首先改組貴州省銀行董事會，以杜惕生為貴州省銀行董事長。賴永初為貴州省銀行總經理，並以其親信唐伯珩為副總經理。
為了對抗中共，谷於該年6月通令全省各專、縣實行「二五減租」的政策，以增強農民對政府的向心力。由於地主豪紳的抵制，該政策根本沒有推行，最終成了口惠而實不至的空話。
民國38年（1949年）初，戡亂戰爭的形勢就發生了根本性的變化，解放軍勢如破竹，在三大戰役中大敗國軍，國軍潰不成軍，許多高級將領紛紛投降。4月，解放軍渡江南下，深入江南各地。谷正倫為了另立金融貨幣體系，維護地方政府行政開支和軍隊給養，一面大開鴉片煙禁，徵收「特稅」，向商民收取「反共自衛特捐」以開闢財源；一面批示省財政廳長潘錫元，迅速籌組貴州省造幣廠，發行了問世最晚、流通時間最短的貴州省造的甲秀樓銀元，指望取代漸成廢紙的「金元券」和「銀元券」，以達穩定地方金融，挽救覆滅命運。8月，蔣中正獲悉雲南省主席盧漢有準備投共的跡象，即在重慶召見谷正倫，任命其為川黔援滇軍總司令，要谷率領羅廣文的十六兵團和何紹周的十九兵團去攻打盧漢。由於盧漢巧妙應付，雲南起義成功了。谷率軍攻滇，未能到達昆明。10月中旬，人民解放軍向湘西推進，谷正倫深知貴陽行將不保，於11月初通知各軍政機關，決定將省政府遷到安龍，綏署和保安司令部遷到興仁，在畢節設省府行署，以教育廳長苻啟學為行署主任，負責領導畢節、遵義地區的工作。11月5日解放軍二野五兵團進入黔東邊境，15日解放軍進入貴州省會貴陽。谷正倫稍早於11日率領省府軍政機關撤離貴陽，經晴隆、盤縣退入滇境，最終拋棄省府人員，經昆明飛香港後，轉飛台灣。12月9日盧漢宣佈云南起义後，10日秘书长何朝宗以貴州省政府代主席名義通電號召貴州部隊起義，接受中共領導。

## 行政區劃

### 省、縣之間的行政區

#### 道制
民國元年（1912年），廢除清代所設各道。民國2年（1913年）4月，任命黔中、黔東、黔西3道觀察使。民國3年（1914年）6月，改置為黔中道、鎮遠道、貴西道。在護國戰爭期間，州省宣告獨立，將道尹改為刺史，不久於民國5年（1916年）8月後恢復為道尹。民國9年（1920年）廢除黔中道，所屬各縣由省直轄。其餘2道於民國12年（1923年）廢除。
黔中道
民國2年（1914年）4月置，觀察使駐貴陽縣（今貴陽市城區）。民國3年（1914年）5月改道尹，為繁要缺，一等。轄貴陽、貴筑、修文、龍里、貴定、紫江、定番、大塘、廣順、長寨、羅斛、平越、甕安、湄潭、餘慶、遵義、綏陽、桐梓、仁懷、正安、都勻、平舟、鑪山、荔波、麻哈、獨山、三合、八寨、都江、丹江30縣。民國4年（1915年）9月增領鰼水縣。民國9年（1920年）廢道。
鎮遠道
民國2年（1914年）4月置黔東道，觀察使駐鎮遠縣（今鎮遠縣駐地㵲陽鎮）。民國3年（1914年）5月改名。道尹為要缺，二等。轄鎮遠、天柱、施秉、邛水、黃平、台拱、劍河、黎平、錦屏、永從、榕江、下江、銅仁、江口、省溪、思縣、青谿、玉屏、思南、德江、沿河、印江、婺川、後坪、松桃、石阡、鳳泉27縣。民國12年（1923年）廢道。
貴西道
民國2年（1914年）4月置黔西道，觀察使駐安順縣（今安順市城區）。民國3年（1914年）5月改名。道尹為簡缺，三等。轄安順、普定、清鎮、鎮寧、郎岱、平壩、紫雲、南籠、普安、興義、興仁、關嶺、安南、貞豐、冊亨、盤縣、大定、畢節、威寧、黔西、織金、水城、赤水23縣。民國6年（1917年）移駐畢節縣（今畢節市城區）。民國12年（1923年）廢道。

#### 行政督察區
貴州省最初並未推行督察專員制度。自民國24年（1935年）5月紅軍繼續長征後，為推進地方政治，乃參照剿匪區內各省行政督察專員公署組織條例，劃定全省為11個督察區：

民國25年（1936年）3月，貴州省政府因人力財力困難，督察效果不佳，原劃之區域未盡適當，乃仿江西併區先例，斟酌地方形勢、戶口、交通狀況、經濟關係及各區鄰界，將全省11區縮併為定番、安順、興義、畢節、遵義、銅仁、鎮遠、獨山等8區，於7月實施：

民國26年（1937年）11月，貴州省政府又將8個行政督察區中的15個縣劃為省政府直轄，其餘劃為5個行政督察區：

民國30年（1941年）2月，全省行政區劃作了較大調整：

民國32年（1943年）3月，貴州省政府認為第一區轄縣過多，督察困難，決定另設第六區。抗戰結束後，於民國35年（1946年）3月作了些微調整：

民國38年（1949年）10月，貴州省政府將全省劃分為9個行政督察區，貴陽市由省直轄。但此次調整尚未完全實施，貴州省即於11月為中國共產黨所攻取。此次設置情形如下：
中共建政以後，設置貴陽1地級市及貴陽、安順、興仁、畢節、遵義、銅仁、鎮遠、獨山8專區取代原先的行政督察區。

### 縣級行政區
清代貴州省在宣統三年（1911年）時，分為12府、1直隸州、1直隸廳，下轄13州、13廳、34縣。民國2年（1913年）9月改府州廳為縣，原來的附郭縣移治他處並改名，地域遼闊之處設立新縣。民國30年（1941年），貴州省整頓境內各縣行政區域，清理各縣飛地，合併小縣，分設新縣，計裁撤4縣，合併8縣，新置1市5縣。民國38年（1949年）時，貴州省劃分為6行政督察區，下轄1市、79縣。民國77年（1988年）7月，行政院公布《中華民國各省（市）縣（市）行政區域代碼》，為各省縣市編定代碼，該法規於民國94年（2005年）10月停用。貴州省各縣、市、局沿革情況如下：
| 貴州省     | 貴州省   | 貴州省   | 貴州省 | 貴州省 | 貴州省                                                                                    | 貴州省 | 貴州省 |
| 行政督察區 | 專署駐地 | 行政代碼 | 縣等級 | 縣市局 | 駐地(2023年4月)                                                                           | 北洋時期 | 沿革 |
| ---------- | -------- | -------- | ------ | --- | ----------------------------------------------------------------------------------------- | --- | --- |
| 省政府直轄 |          | 14001    | 不適用 | 貴陽市 | 今貴陽市城區                                                                              | (黔中道) | 貴州省省會。民國30年（1941）7月析貴陽縣置市。 |
| 省政府直轄 | 14002    | 一等     | 貴縣   | 今貴陽市城區。後因城區析置貴陽市，民國30年（1941）9月國民政府令准遷治花溪（今貴陽市花溪區貴筑街道），次年1月實施                                                              | 黔中道 (駐地)                                                                             | 清代為貴陽府附郭貴陽縣，民國元年（1912）廢縣，地入貴陽府，府境僅轄原貴陽及貴2縣地。民國2年（1913）9月廢府復置貴陽縣。民國19年（1930）8月劃省會警區區域為貴陽市區。因與貴陽市同名，同年10月核准改名，但因貴陽市尚未正式成立，實際未改，直至民國30年（1941）2月才正式改名。 | |
| 省政府直轄 | 14003    | 三等     | 息烽縣 | 今貴陽市城區；民國3年（1914）8月遷治息烽（今息烽縣駐地永靖鎮） | 黔中道                                                                                    | 清代為貴陽府附郭貴筑縣，民國元年（1912）廢縣，地入貴陽府，府境僅轄原貴陽及貴2縣地。民國2年（1913）9月廢府復置縣。民國3年（1914）8月改今名，以縣治在息烽，明代置息烽千戶所於此，故名。                                                                                       | |
| 省政府直轄 | 14004    | 二等     | 修文縣 | 今修文縣駐地龍場鎮 | 黔中道                                                                                    | | |
| 省政府直轄 | 14005    | 二等     | 龍里縣 | 今龍里縣駐地龍山鎮 | 黔中道                                                                                    | | |
| 省政府直轄 | 14006    | 二等     | 貴定縣 | 今貴定縣駐地金南街道 | 黔中道                                                                                    | | |
| 省政府直轄 | 14007    | 二等     | 開陽縣 | 今開陽縣駐地城關鎮 | 黔中道                                                                                    | 清代為開州，民國2年（1913）9月改置開縣。因與直隸、四川兩省縣名重名，民國3年（1914）1月改名紫江縣。因縣西南有紫江而得名。後以紫江（即洗泥河）為一細流，取義狹隘，不足以代表縣名，遂以當地有開陽書院故址，於，民國19年（1930）4月改名開陽縣。                               | |
| 省政府直轄 | 14008    | 一等     | 惠水縣 | 今惠水縣駐地漣江街道 | 黔中道                                                                                    | 清代為定番州，民國2年（1913）9月改置定番縣。因縣名有傷民族感情，民國30年（1941）9月改名。以縣境受漣江灌溉之惠得名。 | |
| 省政府直轄 | 14025    | 二等     | 鑪山縣 | 今凱里市西北爐山鎮 | 黔中道                                                                                    | 清代為清平縣，因與山東省縣名重名，民國3年（1914）1月改名。因縣城東有香鑪山而得名。 | |
| 省政府直轄 | 14054    | 二等     | 平壩縣 | 今安順市平壩區駐地鼓樓街道 | 貴西道                                                                                    | 清代為安平廳，民國2年（1913）9月改置安平縣。因與直隸、雲南2省縣名重名，民國3年（1914）1月改名。因明代置平壩衛於此，故名。 | |
| 省政府直轄 | 14057    | 二等     | 清鎮縣 | 今清鎮市駐地青龍街道 | 貴西道                                                                                    | | |
| 省政府直轄 | 14078    | 二等     | 長順縣 | 今長順縣駐地長寨街道 | (黔中道)                                                                                  | 原為長寨縣及廣順縣，民國30年（1941）2月18日，貴州省政府會議通過合併二縣為長順縣，由兩縣縣名各取一字組成。民國31年（1942）6月國民政府令准。 | |
| 第一區     | 鎮遠縣   | 14010    | 二等   | 餘慶縣 | 今餘慶縣駐地白泥鎮                                                                        | 黔中道 | |
| 第一區     | 鎮遠縣   | 14028    | 三等   | 三穗縣 | 今三穗縣駐地八弓鎮                                                                        | 鎮遠道 | 民國2年（1913）9月貴州省以清代鎮遠縣屬邛水縣丞轄地置邛水縣，以駐地得名。後當地人認為「邛」與「窮」同音，名稱不當，民國15年（1926）6月改名靈山縣。因與廣東省縣名重名，而縣城附近田中出現「一穀三穗」的奇跡，人皆以為吉慶，遂改名三穗縣。民國17年（1928）4月，省府批准改名。民國20年（1931）10月國民政府核准。 |
| 第一區     | 鎮遠縣   | 14029    | 二等   | 天柱縣 | 今天柱縣駐地鳳城街道                                                                      | 鎮遠道 | |
| 第一區     | 鎮遠縣   | 14030    | 三等   | 施秉縣 | 今施秉縣駐地城關鎮                                                                        | 鎮遠道 | |
| 第一區     | 鎮遠縣   | 14031    | 二等   | 黃平縣 | 今黃平縣駐地新州鎮                                                                        | 鎮遠道 | 清代為黃平州，民國2年（1913）9月改置縣。 |
| 第一區     | 鎮遠縣   | 14032    | 二等   | 台江縣 | 今台江縣駐地台拱街道                                                                      | 鎮遠道 | 清代為台拱州，民國2年（1913）9月改置台拱縣。民國30年（1941）9月，丹江縣東部地區併入並改名。以台拱、丹江兩地名各取一字作縣名。 |
| 第一區     | 鎮遠縣   | 14033    | 一等   | 鎮遠縣 | 今鎮遠縣駐地㵲陽鎮                                                                        | 鎮遠道 (駐地) | 清代為鎮遠府附郭鎮遠縣，民國元年（1912年）8月廢縣，地入鎮遠府，府境僅轄原鎮遠縣地。民國2年（1913）9月廢府復置縣。 |
| 第一區     | 鎮遠縣   | 14035    | 二等   | 錦屏縣 | 錦屏鄉（今錦屏縣東南銅鼓鎮）；民國3年（1914）3月徙治王寨（今錦屏縣駐地三江鎮）            | 鎮遠道 | 清代為黎平府附郭開泰縣，民國元年（1912年）8月廢縣，地入黎平府。民國2年（1913）9月以原開泰縣區域置錦屏縣，因錦屏山得名。 |
| 第一區     | 鎮遠縣   | 14036    | 三等   | 岑鞏縣 | 今岑鞏縣駐地思暘鎮                                                                        | 鎮遠道 | 清代為思州府直轄地，民國2年（1913）9月廢府置思縣。因易與省內思南縣混淆，民國19年（1930）4月改名。以境內岑鞏山得名。 |
| 第一區     | 鎮遠縣   | 14039    | 三等   | 劍河縣 | 今劍河縣駐地柳川鎮                                                                        | 鎮遠道 | 清代為清江廳，民國2年（1913）9月改置清江縣。因與江西省縣名重名，民國3年（1914）1月改名劍河縣。因縣城位於沅江支流清水江（劍河）南岸，故名。 |
| 第一區     | 鎮遠縣   | 14080    | 未定   | 雷山縣 | 小丹江（今雷山縣駐地丹江鎮東）                                                            | (黔中道、 鎮遠道) | 民國32年（1943）11月析丹寨、台江2縣柳江、清江河流域之間區域置雷山設治局。因境內雷公山得名。民國37年（1948）10月升為縣。 |
| 第二區     | 獨山縣   | 14009    | 二等   | 平塘縣 | 今平塘縣駐地平舟鎮                                                                        | (黔中道) | 原為大塘縣及平舟縣，民國30年（1941）2月合併二縣為平塘縣，民國31年（1942）4月國民政府令准。由兩縣縣名各取一字組成。 |
| 第二區     | 獨山縣   | 14012    | 二等   | 羅甸縣 | 今羅甸縣駐地龍坪鎮                                                                        | 黔中道 | 清代為羅斛廳，民國2年（1913）9月改置羅斛縣。因原名欠雅馴，民國19年（1930）4月改名。因羅斛地區在唐代為羅甸國封地，故名。 |
| 第二區     | 獨山縣   | 14013    | 二等   | 平越縣 | 今福泉市城區                                                                              | 黔中道 | 清代為平越直隸州直轄地，民國2年（1913）9月改置縣。 |
| 第二區     | 獨山縣   | 14017    | 二等   | 都勻縣 | 今都勻市城區                                                                              | 黔中道 | 清代為都勻府直轄地，民國2年（1913）9月廢府置都勻縣。 |
| 第二區     | 獨山縣   | 14022    | 一等   | 獨山縣 | 今獨山縣駐地百泉鎮                                                                        | 黔中道 | 清代為獨山州，民國2年（1913）9月改置縣。 |
| 第二區     | 獨山縣   | 14023    | 二等   | 三都縣 | 今三都水族自治縣駐地三合街道                                                              | (黔中道) | 原為三合縣及都江縣，民國30年（1941）2月合併二縣為三都縣，民國31年（1942）4月國民政府令准。由兩縣縣名各取一字組成。 |
| 第二區     | 獨山縣   | 14024    | 三等   | 丹寨縣 | 八寨（今丹寨縣駐地龍泉鎮）                                                                | (黔中道) | 原為丹江縣及八寨縣，民國30年（1941）2月合併二縣為丹寨縣，民國31年（1942）4月國民政府令准。由兩縣縣名各取一字組成。 |
| 第二區     | 獨山縣   | 14026    | 二等   | 荔波縣 | 今荔波縣駐地玉屏街道                                                                      | 黔中道 | |
| 第二區     | 獨山縣   | 14027    | 二等   | 麻江縣 | 今麻江縣駐地杏山街道                                                                      | 黔中道 | 清代為麻哈州，民國2年（1913）9月改置麻哈縣。因縣名欠雅馴，民國19年（1930）4月改名。 |
| 第二區     | 獨山縣   | 14034    | 二等   | 黎平縣 | 今黎平縣駐地德鳳街道                                                                      | 鎮遠道 | 清代為黎平府直轄地，民國2年（1913）9月廢府置黎平縣。 |
| 第二區     | 獨山縣   | 14037    | 二等   | 榕江縣 | 今榕江縣駐地古州鎮                                                                        | 鎮遠道 | 清代為古州廳，民國2年（1913）9月改置縣並改名。因境內有榕江，故名。 |
| 第二區     | 獨山縣   | 14038    | 二等   | 從江縣 | 丙妹（今從江縣駐地丙妹鎮）                                                                | (鎮遠道) | 原為永從縣及下江縣，民國30年（1941）4月合併二縣為從江縣，由兩縣縣名各取一字組成。民國31年（1942）4月國民政府令准。 |
| 第三區     | 興仁縣   | 14049    | 一等   | 安順縣 | 今安順市西秀區                                                                            | 鎮遠道 (曾為駐地) | 清代為安順府直轄地，民國2年（1913）9月廢府置安順縣。 |
| 第三區     | 興仁縣   | 14050    | 二等   | 普定縣 | 今安順市西秀區；民國2年（1913）9月恢復置縣，移治定南（今普定縣駐地定南街道）              | 貴西道 | 清代為安順府附郭普定縣，民國元年（1912年）8月廢縣，地入安順府。民國2年（1913）9月恢復置縣。 |
| 第三區     | 興仁縣   | 14052    | 二等   | 鎮寧縣 | 今鎮寧布依族苗族自治縣駐地白馬湖街道                                                      | 貴西道 | 清代為鎮寧州，民國2年（1913）9月改置縣。 |
| 第三區     | 興仁縣   | 14055    | 三等   | 紫雲縣 | 今紫雲苗族布依族自治縣駐地松山街道                                                        | 貴西道 | 清代為歸化廳，民國2年（1913）9月改置歸化縣。因與福建、山西2省縣名重名，民國3年（1914）1月改名。因縣境西有紫雲洞勝境，故名。 |
| 第三區     | 興仁縣   | 14056    | 二等   | 貞豐縣 | 今貞豐縣駐地珉谷街道                                                                      | 貴西道 | 清代為貞豐州，民國2年（1913）9月改置縣。 |
| 第三區     | 興仁縣   | 14058    | 二等   | 興仁縣 | 今興仁市城區                                                                              | 貴西道 | 民國元年（1912）11月，貴州省析普安縣新城縣丞轄地置新城縣。因與直隸、山東、浙江、吉林、江西5省縣名重名，民國3年（1914）1月改名。因縣境由興仁等地組成，故名。 |
| 第三區     | 興仁縣   | 14059    | 一等   | 興義縣 | 今興義市城區                                                                              | 貴西道 | |
| 第三區     | 興仁縣   | 14061    | 二等   | 晴隆縣 | 今晴隆縣駐地蓮城街道                                                                      | 貴西道 | 清代為安南縣。因與法屬安南（今越南）同名，民國30年（1941）9月改名。以城郊晴隆山為名。 |
| 第三區     | 興仁縣   | 14063    | 二等   | 普安縣 | 今普安縣駐地盤水街道                                                                      | 貴西道 | |
| 第三區     | 興仁縣   | 14064    | 一等   | 盤縣 | 今盤州市東雙鳳鎮                                                                          | 貴西道 | 清代為盤州廳，民國2年（1913）9月改置盤縣。 |
| 第三區     | 興仁縣   | 14066    | 二等   | 關嶺縣 | 今關嶺布依族苗族自治縣西永寧鎮                                                            | 貴西道 | 清代為永寧州，民國2年（1913）9月改置永寧縣。因與河南、山西、廣西、江西4省縣名重名，民國3年（1914）1月改名。因縣境有關索嶺，故名。 |
| 第三區     | 興仁縣   | 14069    | 三等   | 冊亨縣 | 冊亨（今冊亨縣駐地者樓街道西冊陽村）；民國37年（1948）4月遷治者樓（今冊亨縣駐地者樓街道） | 貴西道 | 民國2年（1913）9月貴州省析清代貞豐州屬冊亨州轄地置縣。以駐地得名。 |
| 第三區     | 興仁縣   | 14073    | 三等   | 望謨縣 | 王母（今望謨縣駐地平洞街道）                                                              | (貴西道) | 民國29年（1940）3月析貞豐縣東南部及紫雲、關嶺、羅甸3縣部分地置縣，並成立縣政府；6月國民政府令准。 |
| 第三區     | 興仁縣   | 14076    | 二等   | 郎岱縣 | 今六盤水市六枝特區西南郎岱鎮                                                              | 貴西道 | 清代為郎岱廳，民國2年（1913）9月改置縣。 |
| 第三區     | 興仁縣   | 14077    | 二等   | 安龍縣 | 今安龍縣駐地棲鳳街道                                                                      | 貴西道 | 清代為興義府直轄地，民國2年（1913）9月廢府置南籠縣。民國15年（1926）9月改名。民國20年10月，國民政府核准。 |
| 第四區     | 畢節縣   | 14048    | 一等   | 畢節縣 | 今畢節市七星關區                                                                          | 鎮遠道 (駐地) | |
| 第四區     | 畢節縣   | 14060    | 二等   | 金沙縣 | 今金沙縣駐地鼓場街道                                                                      | (貴西道) | 民國21年（1932）9月國民政府令准析黔西縣置，因政局變化未能實現。民國24年（1935）12月，省民政廳長提議先行設置納雍、金沙2新縣，由設治委員會籌備。民國25年（1936）7月，省民政廳因民生困苦，建議暫緩設立，省政府會議議決通過。民國29年（1940）6月，省政府會議決定從10月1日起成立設治籌備處。民國30年（1941）7月1日，縣政府成立。 |
| 第四區     | 畢節縣   | 14062    | 二等   | 織金縣 | 今織金縣駐地文騰街道                                                                      | 貴西道 | 清代為平遠州，民國2年（1913）9月改置平遠縣。因與陝西省縣名重名，民國3年（1914）1月改名。因縣東有織金河，故名。 |
| 第四區     | 畢節縣   | 14065    | 一等   | 大定縣 | 今大方縣駐地紅旗街道                                                                      | 貴西道 | 清代為大定府直轄地，民國2年（1913）9月廢府置大定縣。 |
| 第四區     | 畢節縣   | 14067    | 一等   | 黔西縣 | 今黔西市駐地蓮城街道                                                                      | 貴西道 | 清代為黔西州，民國2年（1913）9月改置縣。 |
| 第四區     | 畢節縣   | 14068    | 二等   | 水城縣 | 黃土坡（今六盤水市鐘山區駐地黃土坡街道）                                                  | 貴西道 | 清代為水城廳，民國2年（1913）9月改置縣。 |
| 第四區     | 畢節縣   | 14070    | 二等   | 納雍縣 | 大兔場（今納雍縣駐地雍熙街道）                                                            | (貴西道) | 民國21年（1932）9月國民政府令准大定縣置，因政局變化未能實現。民國24年（1935）12月，省民政廳長提議先行設置納雍、金沙2新縣，由設治委員會籌備。民國25年（1936）7月，省民政廳因民生困苦，建議暫緩設立，省政府會議議決通過。民國29年（1940）6月，省政府會議決定從10月1日起成立設治籌備處。民國30年（1941）7月1日，縣政府成立。 |
| 第四區     | 畢節縣   | 14071    | 一等   | 威寧縣 | 今威寧彝族回族苗族自治縣駐地草海鎮                                                        | 貴西道 | 清代為威寧州，民國2年（1913）9月改置縣。 |
| 第四區     | 畢節縣   | 14079    | 二等   | 赫章縣 | 赫章（今赫章縣駐地雙河街道）                                                              | (貴西道) | 民國20年（1931）8月，威寧縣赫章縣佐以赫章地區「匪徒充斥，牽拉搶劫，目無法紀」為由，要求設縣。民國25年（1936），貴州省民政廳認為威寧縣面積居全省之最，難以治理，呈請在威寧石門坎地方設置新縣。民國26年（1937），貴州省政府會議決定設立石門坎設治局，擴大管轄區域。同年10月，貴州省政府決定停止設立。民國30年（1941），民政廳提議將威寧縣4個區劃為一縣，取名得勝縣。7月，第四區專署認為石門坎地理位置過於偏僻，得勝坡作用不大，而赫章地當要衝，交通方便，人煙盛，請改為析置赫章縣。民國31年1月縣政府正式成立；9月國民政府令准。 |
| 第五區     | 遵義縣   | 14011    | 一等   | 遵義縣 | 今遵義市城區                                                                              | 黔中道 | 清代為遵義府附郭遵義縣，民國元年（1912年）廢縣，地入遵義府，府境僅轄原遵義縣地。民國2年（1913）9月廢府復置縣。 |
| 第五區     | 遵義縣   | 14014    | 二等   | 甕安縣 | 今甕安縣駐地雍陽街道                                                                      | 黔中道 | |
| 第五區     | 遵義縣   | 14015    | 二等   | 湄潭縣 | 今湄潭縣駐地湄江街道                                                                      | 黔中道 | |
| 第五區     | 遵義縣   | 14016    | 一等   | 正安縣 | 今正安縣駐地鳳儀街道                                                                      | 黔中道 | 清代為正安州，民國2年（1913）9月改置縣。 |
| 第五區     | 遵義縣   | 14018    | 二等   | 綏陽縣 | 今綏陽縣駐地洋川街道                                                                      | 黔中道 | |
| 第五區     | 遵義縣   | 14019    | 一等   | 桐梓縣 | 今桐梓縣駐地婁山關街道                                                                    | 黔中道 | |
| 第五區     | 遵義縣   | 14020    | 一等   | 仁懷縣 | 今仁懷市駐地中樞街道                                                                      | 黔中道 | |
| 第五區     | 遵義縣   | 14021    | 二等   | 鰼水縣 | 官渡場（今赤水市東官渡鎮）                                                                | 黔中道 | 民國4年（1915）9月析仁懷縣桐梓河之北區域置縣。因縣駐地在鰼水右岸，故名。 |
| 第五區     | 遵義縣   | 14043    | 二等   | 婺川縣 | 今務川仡佬族苗族自治縣駐地都濡街道                                                        | 鎮遠道 | |
| 第五區     | 遵義縣   | 14053    | 二等   | 鳳岡縣 | 今鳳岡縣駐地龍泉街道                                                                      | 貴西道 | 清代為龍泉縣。因與江西、浙江2省縣名重名，民國3年（1914）1月改名鳳泉縣。因縣北鳳凰山下有龍泉潭，故名。後因字義欠妥，民國19年（1930）4月再次改名。 |
| 第五區     | 遵義縣   | 14072    | 二等   | 道真縣 | 今道真仡佬族苗族自治縣駐地玉溪鎮                                                          | (黔中道) | 民國21年（1932）9月國民政府令准正安縣置，因政局變化未能實現。民國29年（1940）6月，省政府會議決定從10月1日起成立設治籌備處。民國30年（1941）7月，縣政府成立。 |
| 第五區     | 遵義縣   | 14075    | 一等   | 赤水縣 | 今赤水市城區                                                                              | 貴西道 | 清代為赤水廳，民國2年（1913）9月改置縣。 |
| 第六區     | 銅仁縣   | 14040    | 二等   | 沿河縣 | 沿河司（今沿河土家族自治縣駐地和平街道）                                                  | 鎮遠道 | 民國2年（1913）9月析清代思南府沿河巡來司地置縣，因駐地沿河得名。 |
| 第六區     | 銅仁縣   | 14041    | 三等   | 江口縣 | 今江口縣駐地雙江街道                                                                      | 鎮遠道 | 清代為銅仁縣，民國2年（1913）9月，因與由銅仁府直轄地改置的銅仁縣重名而改名。 |
| 第六區     | 銅仁縣   | 14042    | 二等   | 印江縣 | 今印江土家族苗族自治縣駐地峨嶺街道                                                        | 鎮遠道 | |
| 第六區     | 銅仁縣   | 14044    | 二等   | 玉屏縣 | 今玉屏侗族自治縣駐地平溪街道                                                              | 鎮遠道 | |
| 第六區     | 銅仁縣   | 14045    | 一等   | 銅仁縣 | 今銅仁市城區                                                                              | 鎮遠道 | 清代為銅仁府直轄地，民國2年（1913）9月廢府置銅仁縣。 |
| 第六區     | 銅仁縣   | 14046    | 二等   | 石阡縣 | 今石阡縣駐地湯山街道                                                                      | 鎮遠道 | 清代為石阡府直轄地，民國2年（1913）9月廢府置石阡縣。 |
| 第六區     | 銅仁縣   | 14047    | 二等   | 德江縣 | 大堡（今德江縣駐地青龍街道）                                                              | 鎮遠道 | 清代為安化縣。因與甘肅、湖南、廣西3省縣名重名，民國3年（1914）1月改名德江縣。因境內有德江河，故名。 |
| 第六區     | 銅仁縣   | 14051    | 一等   | 思南縣 | 今思南縣駐地思唐街道                                                                      | 鎮遠道 | 清代為思南府直轄地，民國2年（1913）9月廢府置思南縣。 |
| 第六區     | 銅仁縣   | 14074    | 一等   | 松桃縣 | 今松桃苗族自治縣駐地蓼皋街道                                                              | 鎮遠道 | 清代為松桃直隸廳，民國2年（1913）9月改置縣。 |
| 己裁撤     |          | 不適用   | 三等   | 大塘縣 | 今平塘縣西大塘鎮；民國25年（1936）4月遷治今平塘縣南通州鎮                                 | 黔中道 | 民國2年（1913年）9月析定番州屬大塘州判轄地置縣。民國25年（1936）9月貴州省政府會議議決更名為連雲縣，但未實行。民國30年（1941）2月與平舟縣合併為平塘縣。 |
| 己裁撤     | 不適用   | 二等     | 平舟縣 | 平舟（今平塘縣駐地平舟鎮） | 黔中道                                                                                    | 清代為都勻府屬都勻縣轄地，民國元年（1912）廢縣留府，在平舟設平舟彈壓委員。民國2年（1913年）9月以原都勻縣區域置平舟縣。因縣駐地而得名。民國30年（1941）2月與七塘縣合併為平塘縣。                                                                                           | |
| 己裁撤     | 不適用   | 三等     | 三合縣 | 今三都水族自治縣駐地三合街道 | 黔中道                                                                                    | 民國2年（1913年）9月析獨山州屬三腳坉州同轄地置縣。因境內有天河、大河、馬場河三河合流，故名。民國30年（1941）2月與都江縣合併為三都縣。 | |
| 己裁撤     | 不適用   | 三等     | 都江縣 | 今三都水族自治縣東南都江鎮，民國29年（1940）12月貴州省政府議決將縣治移駐壩街（今三都水族自治縣東南壩街鄉）                                                                    | 黔中道                                                                                    | 清代為都江廳，民國2年（1913年）9月改置縣。民國30年（1941）2月與三合縣合併為三都縣。 | |
| 己裁撤     | 不適用   | 三等     | 丹江縣 | 今雷山縣駐地丹江鎮 | 黔中道                                                                                    | 清代為丹江廳，民國2年（1913年）9月改置縣。民國30年（1941）2月與八寨縣合併為丹寨縣。 | |
| 己裁撤     | 不適用   | 三等     | 八寨縣 | 今丹寨縣駐地龍泉鎮 | 黔中道                                                                                    | 清代為八寨廳，民國2年（1913年）9月改置縣。民國30年（1941）2月與丹江縣合併為丹寨縣。 | |
| 己裁撤     | 不適用   | 三等     | 青谿縣 | 青谿（今鎮遠縣東青溪鎮） | 鎮遠道                                                                                    | 民國31年（1942）5月裁撤，併入鎮遠及天柱2縣。 | |
| 己裁撤     | 不適用   | 三等     | 永從縣 | 今黎平縣南永從鎮 | 鎮遠道                                                                                    | 民國30年（1941）4月與下江縣合併為從江縣。 | |
| 己裁撤     | 不適用   | 三等     | 下江縣 | 今從江縣西下江鎮 | 鎮遠道                                                                                    | 清代為下江廳，民國2年（1913年）9月改置縣。民國30年（1941）4月與永從縣合併為從江縣。 | |
| 己裁撤     | 不適用   | 二等     | 后坪縣 | 後坪（今沿河縣西北後坪鄉）；民國25年（1936）遷治茅田口（今務川仡佬族苗族自治縣東北茅天鎮）；民國28年（1939）5月，省政府會議原則同意遷治濯水（今務川仡佬族苗族自治縣北濯水鎮） | 鎮遠道                                                                                    | 民國2年（1913年）9月析婺川縣屬後坪彈壓委員轄境置縣。因縣駐地得名。民國30年（1941）8月撤銷，併入沿河、婺川2縣。民國33年（1944）12月國民政府令准。 | |
| 己裁撤     | 不適用   | 三等     | 省溪縣 | 萬山（今銅仁市萬山區萬山鎮） | 鎮遠道                                                                                    | 民國2年（1913年）9月析銅仁府省溪司地置縣。因駐地得名。民國30年（1941）5月貴州省政府議決裁撤，併入銅仁、玉屏2縣。 | |
| 己裁撤     | 不適用   | 三等     | 長寨縣 | 今長順縣駐地長寨街道 | 黔中道                                                                                    | 民國2年（1913）9月貴州省以清代廣順州屬長寨州判轄地置縣。縣名以駐地得名。民國30年（1941）2月18日，貴州省政府第727次會議通過與廣順縣合併為長順縣。 | |
| 己裁撤     | 不適用   | 三等     | 廣順縣 | 今長順縣北廣順鎮 | 黔中道                                                                                    | 清代為廣順州，民國2年（1913年）9月改置縣。民國30年（1941）2月18日，貴州省政府第727次會議通過與長寨縣合併為長順縣。 | |

## 行政區劃年表
| 貴州省行政區劃年表                                                        |          |    |    |    |                                    | |
| 說明：「?」表示不能確定其發生年份或月份，故放於最有可能的一年內，詳見注釋 |          |    |    |    |                                    | |
| 西元                                                                      | 民國紀元 | 縣 | 市 | 局 | 其他                               | 行政區劃變更 |
| 1912年                                                                    | 民國1年  | 26 |    |    | 12府、1直隸州、1直隸廳、14州、13廳 | - 廢貴陽、貴2縣留貴陽府（8月） - 廢遵義縣留遵義府（8月） - 廢鎮遠縣留鎮遠府（8月） - 廢開泰縣入鎮遠府（8月） - 廢普定縣入安順府（8月） - 析普安縣置新城縣（?月） |
| 1913年                                                                    | 民國2年  | 80 |    |    |                                    | - 改貴陽府為貴陽、息烽2縣（9月） - 改遵義府為遵義縣（9月） - 改都勻府為都勻、平舟2縣（9月） - 改鎮遠府為鎮遠縣（9月） - 改黎平府為黎平、錦屏2縣（9月） - 改思州府為思縣（9月） - 改銅仁府為銅仁、省溪2縣（9月） - 改石阡府為石阡縣（9月） - 改安順府為安順、普定2縣（9月） - 改思南府為思南、沿河2縣（9月） - 改大定府為大定縣（9月） - 改興義府為南籠縣（9月） - 改平越直隸州為平越縣（9月） - 改開州為開縣（9月） - 改定番州為定番縣（9月） - 改正安州為正安縣（9月） - 改獨山州為獨山縣（9月） - 改麻哈州為麻哈縣（9月） - 改黃平州為黃平縣（9月） - 改台拱州為台拱縣（9月） - 改鎮寧州為鎮寧縣（9月） - 改貞豐州為貞豐縣（9月） - 改平遠州為平遠縣（9月） - 改永寧州為永寧縣（9月） - 改黔西州為黔西縣（9月） - 改威寧州為威寧縣（9月） - 改廣順州為廣順縣（9月） - 改松桃直隸廳為松桃縣（9月） - 改羅斛廳為羅斛縣（9月） - 改古州廳為榕江縣（9月） - 改清江廳為清江縣（9月） - 改安平廳為安平縣（9月） - 改歸化廳為歸化縣（9月） - 改盤州廳為盤縣（9月） - 改水城廳為水城縣（9月） - 改赤水廳為赤水縣（9月） - 改郎岱廳為郎岱縣（9月） - 改都江廳為都江縣（9月） - 改丹江廳為丹江縣（9月） - 改八寨廳為八寨縣（9月） - 改下江廳為下江縣（9月） - 析鎮遠縣置邛水縣（9月） - 析貞豐州置冊亨縣（9月） - 析定番州置大塘縣（9月） - 析獨山州置三合縣（9月） - 析婺川縣置後坪縣（9月） - 析廣順州置長寨縣（9月） - 銅仁縣改名江口縣（9月） |
| 1914年                                                                    | 民國3年  | 80 |    |    |                                    | - 開縣改名開陽縣（1月） - 清平縣改名鑪山縣（1月） - 清江縣改名劍河縣（1月） - 安化縣改名德江縣（1月） - 龍泉縣改名鳳泉縣（1月） - 安平縣改名平壩縣（1月） - 歸化縣改名紫雲縣（1月） - 新城縣改名興仁縣（1月） - 平遠縣改名織金縣（1月） - 永寧縣改名關嶺縣（1月） |
| 1915年                                                                    | 民國4年  | 81 |    |    |                                    | - 析仁懷縣置鰼水縣（9月） |
| 1916年                                                                    | 民國5年  | 81 |    |    |                                    | |
| 1917年                                                                    | 民國6年  | 81 |    |    |                                    | |
| 1918年                                                                    | 民國7年  | 81 |    |    |                                    | |
| 1919年                                                                    | 民國8年  | 81 |    |    |                                    | |
| 1920年                                                                    | 民國9年  | 81 |    |    |                                    | |
| 1921年                                                                    | 民國10年 | 81 |    |    |                                    | |
| 1922年                                                                    | 民國11年 | 81 |    |    |                                    | |
| 1923年                                                                    | 民國12年 | 81 |    |    |                                    | |
| 1924年                                                                    | 民國13年 | 81 |    |    |                                    | |
| 1925年                                                                    | 民國14年 | 81 |    |    |                                    | |
| 1926年                                                                    | 民國15年 | 81 |    |    |                                    | - 邛水縣改名靈山縣（6月） - 南籠縣改名安龍縣（9月） |
| 1927年                                                                    | 民國16年 | 81 |    |    |                                    | |
| 1928年                                                                    | 民國17年 | 81 |    |    |                                    | - 靈山縣改名三穗縣（4月） |
| 1929年                                                                    | 民國18年 | 81 |    |    |                                    | |
| 1930年                                                                    | 民國19年 | 81 |    |    |                                    | - 羅斛縣改名羅甸縣（4月） - 麻哈縣改名麻江縣（4月） - 思縣改名岑鞏縣（4月） - 鳳泉縣改名鳳岡縣（4月） |
| 1931年                                                                    | 民國20年 | 81 |    |    |                                    | |
| 1932年                                                                    | 民國21年 | 81 |    |    |                                    | |
| 1933年                                                                    | 民國22年 | 81 |    |    |                                    | |
| 1934年                                                                    | 民國23年 | 81 |    |    |                                    | |
| 1935年                                                                    | 民國24年 | 81 |    |    |                                    | |
| 1936年                                                                    | 民國25年 | 81 |    |    |                                    | |
| 1937年                                                                    | 民國26年 | 81 |    |    |                                    | |
| 1938年                                                                    | 民國27年 | 81 |    |    |                                    | |
| 1939年                                                                    | 民國28年 | 81 |    |    |                                    | |
| 1940年                                                                    | 民國29年 | 82 |    |    |                                    | - 析貞豐、紫雲、關嶺、羅甸4縣置望謨縣（3月） |
| 1941年                                                                    | 民國30年 | 78 | 1  |    |                                    | - 合併大塘、平舟2縣為平塘縣（2月） - 合併三合、都江2縣為三都縣（2月） - 合併丹江、八寨2縣為丹寨縣（2月） - 合併長寨、廣順2縣為長順縣（2月） - 合併永從、下江2縣為從江縣（4月） - 省省溪縣入銅仁、玉屏2縣（5月） - 析貴陽縣置貴陽市（7月） - 析黔西縣置金沙縣（7月） - 析大定縣置納雍縣（7月） - 析正安縣置道真縣（7月） - 省後坪縣入沿河、婺川2縣（8月） - 貴陽縣改名貴縣（9月） - 定番縣改名惠水縣（9月） - 台拱縣改名台江縣（9月） - 安南縣改名晴隆縣（9月） |
| 1942年                                                                    | 民國31年 | 78 | 1  |    |                                    | - 析威寧縣置赫章縣（1月） - 省青谿縣入鎮遠、天柱2縣（5月） |
| 1943年                                                                    | 民國32年 | 78 | 1  | 1  |                                    | - 析丹寨、台江2縣置雷山設治局（11月） |
| 1944年                                                                    | 民國33年 | 78 | 1  | 1  |                                    | |
| 1945年                                                                    | 民國34年 | 78 | 1  | 1  |                                    | |
| 1946年                                                                    | 民國35年 | 78 | 1  | 1  |                                    | |
| 1947年                                                                    | 民國36年 | 78 | 1  | 1  |                                    | |
| 1948年                                                                    | 民國37年 | 79 | 1  |    |                                    | - 改雷山設治局為雷山縣（10月） |
| 1949年                                                                    | 民國38年 | 79 | 1  |    |                                    | |

## 政府體制

### 省會
民國30年（1941年）7月前駐貴陽縣，此後駐貴陽市，均即今貴州省貴陽市城區。因國共內戰影響，民國38年（1949年）11月13日省府遷往晴隆縣（今貴州省晴隆縣），11日19日轉赴盤縣（今貴州省盤縣），12日9日抵達雲南省昆明市。

### 省行政機構
辛亥革命後，貴州軍政府於宣統三年九月十四日（1911年11月4日）在貴陽成立。軍政府由都督府、行政廳、樞密院三部分組成，都督主管軍事，行政總長主管民政，樞密院院長策劃軍事、指導民政。民國元年（1912年）6月，設民政長，民政長公署下設內務、財政等司。民國3年（1914年）5月，改民政長為巡按使。民國5年（1916年）7月，改巡按使為省長。民國16年（1927年）2月21日，成立貴州省政務委員會，隸屬於武漢國民政府。四一二事件後，南京國民政府於4月29日下令改組貴州省政務委員會，6月3日成立貴州省政府委員會，兩個委員會同時存在，政務委員會的委員兼政府委員會委員。民國18年（1929年）10月2日，國民政府裁撤貴州省政務委員會，成立省政府。民國24年（1935年），中央勢力進入貴州，改組省政府。直至民國38年（1949年）12月9日何朝宗以貴州省政府代主席名義通電號召貴州部隊起義，向中共投降為止。

### 歷任貴州省軍政長官、省政府主席
大漢貴州軍政府都督
- 楊藎誠（趙德全代理）

貴州都督府都督
- 趙德全，唐繼堯
- 唐繼堯（署）
- 唐繼堯

貴州行政公署民政長
- 唐繼堯
- 戴戡

貴州省巡按使公署巡按使
- 戴戡（龍建章署）
- 龍建章
- 劉顯潛（署）

貴州省長公署省長
- 戴戡
- 劉顯世
- 任可澄（公推）
- 王伯群（護法軍政府任命）
- 袁祖銘
- 彭漢章
- 周西成
- 劉顯世（自任）
- 唐繼虞（自任）

貴州省行政委員會委員長
- 劉顯世（自任，袁祖銘任命）
- 盧燾（未就任，丁宜中代）

貴州省政府主席
- 周西成（1927年4月 - 7月）

貴州省臨時政務委員會主席
- 李燊（1929年6月 - 7月）

貴州省政府主席
- 周西成（1927年7月 - 1929年5月）
- 李燊（1929年6月 - 7月）
- 毛光翔（1929年10月 - 1932年3月）
- 王家烈（1932年3月 - 12月）
- 猶國才（1932年12月 - 1933年4月，暫兼）
- 王家烈（1933年4月 - 1935年4月）
- 吳忠信（1935年4月 - 1936年8月）
- 顧祝同（1936年8月 - 1937年11月）
- 薛岳（1937年5月 - 9月，兼代）
- 孫希文（1937年9月 - 11月，代）
- 吳鼎昌（1937年11月 - 1945年1月）
- 楊森（1945年1月 - 1948年4月）
- 谷正倫（1948年4月 - 1949年12月）

## 註解
1. ↑  所謂「二五減租」，是指出租土地的地主與佃農之間秋收後糧食的分成比率，就是要把秋收的糧食產量先提出25%給佃農，剩下的75%由地主與佃農平均分配，即地主只能得總產量的37。5%，佃農應得62。5%。在此之前的貴州農村，一般都是租、佃雙方對半分成，即地主和佃農各佔50%。據聞有些地區也有按四、六分成的，即農民秋收時只能分到40%的收獲。
2. ↑  省溪、青谿、丹江、後坪4縣，合併永從、下江、三合、都江、平舟、大塘、長寨、廣川8縣，析置貴陽市及望謨、金沙、納雍、赫章、道真5縣。
3. ↑  《貴州省志‧地理志》（上冊，第85頁）作民國13年（1924年）改名。
4. ↑  由於 GB2312 字符集未收錄「㵲」字，因而在印刷和網路中往往使用「舞」或「午」替換。
5. ↑  《中華民國各省（市）縣（市）行政區域代碼》誤作「雷山設治局」。
6. ↑   註:

### 引用
1. ↑  行政院戶口普查處編. 中華民國79年臺閩地區戶口及住宅普查報告. 臺北市: 行政院戶口普查處. 1992
2. ↑  貴州的軍閥統治（上）、（下）
3. ↑  蔡志新：《民國時期貴州省政府主席吳鼎昌的經濟思想》，貴州財經學院學報，2011年第3期。
4. ↑  http://www.gyszx.gov.cn/gyszx/724800315592802304/20080918/118498.html 《楊森與民國時期的貴州體育運動》，貴陽文史雜誌，2008年第5期
5. ↑  http://sports.sina.com.cn/o/2013-12-09/14246924978.shtml 臺灣前奧委會主席鐘愛體育，90歲登4000公尺高山
6. ↑  http://big5.taiwan.cn/twzlk/lsh/1895zhi1948/201102/t20110215_1749055.htm 1948年國民黨曾想在貴州搞土改對抗中共攻勢
7. ↑  http://history.stnn.cc/reveal/201003/t20100303_1279959.html 竹枝銀元：民國貨幣的「關門之珍」
8. ↑  印鑄局：《職官任免月表》，第187頁。
9. ↑  《政府公報》第233號，民國5年8月27日，第52冊，第683頁。
10. ↑  《貴州省志‧地理志》上冊，貴州人民出版社，1985年，第85頁。
11. ↑  中華民國各省（市）縣（市）行政區域代碼
12. ↑  《貴州省志地理志》上冊，第90頁。
13. ↑  《國民政府公報》渝字第395號，民國30年9月10日，第43頁。
14. 1 2  《貴州省志地理志》上冊，第91頁。
15. ↑  《國民政府公報》第621號，民國19年11月13日，第8頁。
16. ↑  《民國貴州省政府委員會會議輯要》第55頁。
17. 1 2 3 4 5 6 7 8 9 10  《內務部改定各省重復縣名及存廢理由清單》。
18. 1 2 3 4  《國民政府公報》第464號，民國19年5月9日，第10頁。
19. ↑  《貴州省志‧地理志》上冊，第92頁。
20. ↑  《國民政府公報》渝字第475號，民國31年6月17日，第6頁。
21. ↑  《政府公報》第637號，民國3年2月15日，第22冊，第357頁。
22. ↑  《三穗縣志》民族出版社，1994年，第35頁；內政部方域司：《中華民國行政區域簡表(第11版)》，第105頁。
23. ↑  《國民政府公報》第917號，民國20年11月5日，第9頁。
24. ↑  《國民政府公報》渝字第396號，民國30年9月13日，第25頁。
25. ↑  《國民政府公報》渝字第627號，民國32年12月1日，第18頁。
26. ↑  《民國貴州省政府委員會會議輯要》第261頁；《貴州省志‧地理志》上冊，第95頁。。
27. ↑  《國民政府公報》渝字第455號，民國31年4月8日，第31頁。
28. ↑  《貴州省志地理志》上冊，第97頁。
29. 1 2 3  《國民政府公報》渝字第458號，民國31年4月18日，第25頁。
30. ↑  《民國貴州省政府委員會會議輯要》第259頁。
31. ↑  《國民政府公報》渝字第396號，民國30年9月13日，第25頁。
32. ↑  《政府公報》第637號，民國3年2月15日，第22冊，第357頁。
33. ↑  《民國貴州省政府委員會會議輯要》第53頁。
34. ↑  《國民政府公報》渝字第282號，民國29年8月10日，第22頁。
35. ↑  《政府公報》第3734號，民國15年9月3日，第230冊，第25頁。
36. ↑  《國民政府公報》第917號，民國20年11月5日，第9頁。
37. 1 2 3  《國民政府公報》洛字第50號，民國21年11月3日，第11頁。
38. ↑  《民國貴州省政府委員會會議輯要》第257、262、264頁。
39. ↑  《貴州省志‧地理志》上冊，第102頁。
40. ↑  《民國貴州省政府委員會會議輯要》第257、262、264頁。
41. ↑  《貴州省志‧地理志》上冊，第102頁。
42. ↑  《貴州省志‧地理志》上冊，第100-101頁。
43. ↑  《國民政府公報》渝字第503號，民國31年9月23日，第16頁。
44. ↑  《政府公報》第1194號，民國4年9月3日，第41冊，第101頁。
45. ↑  《國民政府公報》第464號，民國19年5月9日，第10頁。
46. ↑  《民國貴州省政府委員會會議輯要》第264頁。
47. ↑  《貴州省志‧地理志》上冊，第103頁。
48. ↑  《民國貴州省政府委員會會議輯要》第262頁。
49. ↑  《政府公報》第637號，民國3年2月15日，第22冊，第357頁。
50. ↑  《民國貴州省政府委員會會議輯要》第261頁。
51. ↑  《國民政府公報》渝字第463號，民國31年5月6日，第18頁。
52. ↑  《民國貴州省政府委員會會議輯要》第263頁。
53. ↑  《國民政府公報》渝字第741號，民國34年1月3日，第8頁。
54. ↑  《民國貴州省政府委員會會議輯要》第55頁。
55. ↑  《貴州省志‧地理志》上冊，第92頁。
56. ↑  《貴州省志‧地理志》上冊，第92頁。
57. ↑  《剿共與統一—論1935年中央改組貴州省政府事件》，辛亥革命九十週年國際學術討論會，台北，民90年10月，頁1-26。
58. ↑   參:

### 書籍
- 鄭寶著：《民國時期政區沿革》（武漢：湖北教育出版社，2000年）。ISBN 9787535126610
- 傅林祥、鄭寶著：《中國行政區劃通史‧中華民國卷》（上海：復旦大學出版社，2007年）。ISBN 9787309056044
- 國史館地理志編纂委員編：《中華民國史地理志（初稿）》（臺北：中華民國國史館，民國79年（1990））。ISBN 9579042020
- 貴州省地方志編纂委員會編：《貴州省志‧地理志》（貴陽：貴州人民出版社，1985年）。

### 地圖
- 聯合勤務總司令部測量署編：《中華民國分省地圖》（1970年版），國防部情報參謀次長室。
- Google地圖

## 外部連結
- 维基共享资源上的相關多媒體資源：貴州省
- 貴州省 - 行政區劃網 （页面存档备份，存于）
- 王豐的民國傳記博客
- 洪定國的地理資料庫 - 大地耕者 - 網易博客